# Mario Bazina
Mario Bazina (ur. 8 września 1975 w Mostarze w Bośni i Herecegowinie) – piłkarz chorwacki grający na pozycji ofensywnego pomocnika lub napastnika.
Bazina urodził się w Bośni i Hercegowinie i tam też zaczynał piłkarską karierę w juniorach klubu NK Široki Brijeg, w których grał do 14. roku życia. Potem trafił do juniorskiej drużyny innego bośniackiego klubu, Veležu Mostar. W związku z wybuchem wojny na Bałkanach rodzina Baziny uciekła z Bośni do Chorwacji i osiadła w Splicie, i tam też Bazina kontynuował piłkarską karierę. W młodzieżowej drużynie Hajduka Split Bazina grał do 1995 roku i wtedy trafił do stołecznego zespołu NK Hrvatski Dragovoljac. W tym zespole zadebiutował w pierwszej lidze Chorwacji w 1996 roku, miał wówczas 21 lat. W debiutanckim sezonie zdobył 6 bramek w lidze i pomimo tego, że był rezerwowym miał swój udział w zajęciu przez jego klub 3. miejsca w lidze. W sezonie 1997/1998 z 12 bramkami na koncie został jednym z najlepszych strzelców zespołu, a zespół Hrvatski Dragovoljac zajął wówczas 4. miejsce w lidze. W sezonie 1998/1999 Bazina tym razem zdobył 7 bramek, a stołeczny zespół zajął 6. pozycję. W sezonie 1999/2000 w Hrvatskim Dragovoljacu grał tylko rundę jesienną by w styczniu przejść do rywala z Zagrzebia, Dinama Zagrzeb. Jednak przez pewien czas leczył kontuzję, toteż w obu drużynach nie zagrał zbyt wiele w tamtym sezonie, za to z Dinamem mógł świętować tytuł mistrza Chorwacji. W kolejnym sezonie Dinamo z Baziną w składzie powtórzyło ten sukces i wywalczyło Puchar Chorwacji.
Latem 2001 doszło do zmian kadrowych w zespole Dinama i między innymi odszedł Bazina, który podpisał kontrakt z austriackim Grazer AK. W drużynie z Grazu miał pewne miejsce w składzie i został przesunięty z linii ataku do pomocy. W 2004 wywalczył tytuł mistrza Austrii, w 2003 oraz 2005 był wicemistrzem tego kraju, a w latach 2002 i 2004 zdobywał Puchar Austrii.
Jednak po sezonie 2004/2005 drużyna się rozpadła, odeszli czołowi zawodnicy, a w styczniu 2006 odszedł także Bazina, który zdecydował się na transfer do stołecznego Rapidu Wiedeń. Z Rapidem Mario podpisał 3-letni kontrakt i kosztował 1,5 miliona euro. Wraz ze swoim rodakiem Mate Biliciem stanowił o sile ofensywnej tego zespołu. W trakcie sezonu 2007/2008 Bilić odszedł z zespołu, a Bazina grał w ataku z Erwinem Hofferem i wywalczył mistrzostwo Austrii. W sezonie 2008/2009 grał w Austrii Wiedeń, w której zakończył karierę.
W reprezentacji Chorwacji Bazina zadebiutował 21 sierpnia 2002 roku w zremisowanym 1:1 meczu z reprezentacją Walii. Był to jego jedyny jak dotąd występ w kadrze Chorwacji.

## Kariera
| Sezon   | Klub                    | Kraj      | Rozgrywki  | Mecze | Bramki |
| ------- | ----------------------- | --------- | ---------- | ----- | ------ |
| 1996/97 | NK Hrvatski Dragovoljac | Chorwacja | Prva HNL   | 19    | 5      |
| 1997/98 | NK Hrvatski Dragovoljac | Chorwacja | Prva HNL   | 30    | 12     |
| 1998/99 | NK Hrvatski Dragovoljac | Chorwacja | Prva HNL   | 28    | 7      |
| 1999/00 | NK Hrvatski Dragovoljac | Chorwacja | Prva HNL   | 5     | 1      |
| 1999/00 | Dinamo Zagrzeb          | Chorwacja | Prva HNL   | 9     | 1      |
| 2000/01 | Dinamo Zagrzeb          | Chorwacja | Prva HNL   | 21    | 2      |
| 2001/02 | Grazer AK               | Austria   | Bundesliga | 32    | 6      |
| 2002/03 | Grazer AK               | Austria   | Bundesliga | 32    | 5      |
| 2003/04 | Grazer AK               | Austria   | Bundesliga | 33    | 7      |
| 2004/05 | Grazer AK               | Austria   | Bundesliga | 34    | 15     |
| 2005/06 | Grazer AK               | Austria   | Bundesliga | 19    | 10     |
| 2005/06 | Rapid Wiedeń            | Austria   | Bundesliga | 10    | 1      |
| 2006/07 | Rapid Wiedeń            | Austria   | Bundesliga | 28    | 8      |
| 2007/08 | Rapid Wiedeń            | Austria   | Bundesliga | 34    | 9      |
| 2008/09 | Austria Wiedeń          | Austria   | Bundesliga | 33    | 9      |